# Maria Dybaczewska
Maria Dybaczewska (ur. 8 grudnia 1921 w Brześciu nad Bugiem, zm. 19 lutego 2015 w Warszawie) – polska bibliotekarz, bibliotekoznawca i pedagog, działaczka Stowarzyszenia Bibliotekarzy Polskich

## Życiorys
Urodziła się w rodzinie Piotra (1891–1940), kapitana intendenta Wojska Polskiego, i Stanisławy z d. Gogan (1899–1981). Dyplom maturalny uzyskała na tajnych kompletach w Gimnazjum i Liceum Humanistycznym w Warszawie w 1940. Podczas wojny wzięła walczyła w powstaniu warszawskim jako żołnierz Armii Krajowej. Po zakończeniu wojny, w 1947, podjęła pracę w Bibliotece Publicznej m.st. Warszawy. Kontynuowała naukę na Uniwersytecie Warszawskim, studiując bibliotekoznawstwo. Jako bibliotekarz zdobywała doświadczenie, pracując w kluczowych działach bibliotecznych, jednocześnie dbając o podnoszenie wiedzy teoretycznej na szkoleniach i kursach. W 1987 była kustoszem i pedagogiem. Brała udział w pracach nad przepisami dotyczącymi katalogowania książek (Przepisy katalogowania książek. Cz. 1., Opis bibliograficzny, oprac. M. Lenartowicz, Warszawa 1983). Cały czas brała aktywny udział przy pracach nad katalogowaniem i klasyfikacją zbiorów bibliotecznych.
Po przejściu na emeryturę w 1984 kontynuowała pracę pedagogiczną w Dziale Instrukcyjno-Metodycznym Oddziału Pracy Kulturalno-Oświatowej. Cały czas wspierała swoją wiedzą i doświadczeniem adeptów bibliotekarstwa.
Pochowana na Cmentarzu Stare Powązki (kwatera 204-5-29).

## Odznaczenia
- Krzyż Kawalerski Orderu Odrodzenia Polski (1979)[3],
- Złoty Krzyż Zasługi (1973)[3],
- Warszawski Krzyż Powstańczy (1992)[3],
- Krzyż Armii Krajowej (1995)[3],
- Odznaka „Zasłużony Działacz Kultury” (1970)[3].